# Нижнє Анчиково
Нижнє Анчи́ково (рос. Нижнее Анчиково, чув. Анат Шуршу) — присілок у складі Козловського району Чувашії, Росія. Входить до складу Аттіковського сільського поселення.
Населення — 65 осіб (2010; 66 у 2002).
Національний склад:
- чуваші — 98 %